# Klubi Sportiv Gramozi Ersekë
Il KS Gramozi Ersekë è una società calcistica di Ersekë, Albania. Nella stagione 2010/11 milita nella Kategoria e Parë, la seconda divisione del campionato nazionale.

## Storia
Il 20 gennaio 2010 il Gramozi ha disputato un'amichevole contro il Real Madrid per il Trofeo Taçi Oil il quale è il presidente del club: la partita è finta con la vittoria in rimonta per 2-1 del Real Madrid con il gol del Gramozi siglato da Daniel Xhafaj.

## Palmarès

### Competizioni nazionali
- Kategoria e Dytë: 1

2007-2008

## Rosa 2012-2013
| N. |                               | Ruolo | Calciatore                      |
| -- | ----------------------------- | ----- | ------------------------------- |
| 1  | Albania (bandiera)            | P     | Ervin Nuredini                  |
| 2  | Albania (bandiera)            | D     | Elvis Peçi                      |
| 3  | Albania (bandiera)            | D     | Klaudio Rexhepi                 |
| 4  | Brasile (bandiera)            | D     | Leonardo Martins                |
| 5  | Albania (bandiera)            | D     | Ermal Mata                      |
| 7  | Macedonia del Nord (bandiera) | C     | Aleksander Grosherski           |
| 7  | Albania (bandiera)            | C     | Armand Çaka                     |
| 8  | Albania (bandiera)            | C     | Erion Islami                    |
| 9  | Albania (bandiera)            | C     | Ervis Ismolli                   |
| 10 | Albania (bandiera)            | D     | Hyserion Shupe (C)              |
| 11 | Brasile (bandiera)            | A     | Juriander Oliveira de Rodrigues |
| 12 | Macedonia del Nord (bandiera) | C     | Ardit Shaqiri                   |

| N. |                               | Ruolo | Calciatore             |
| -- | ----------------------------- | ----- | ---------------------- |
| 15 | Kosovo (bandiera)             | C     | Shpëtim Babaj          |
| 16 | Albania (bandiera)            | C     | Migen Metani           |
| 18 | Albania (bandiera)            | D     | Genti Lifo             |
| 19 | Albania (bandiera)            | C     | Armand Tafili          |
| 20 | Albania (bandiera)            | A     | Adriatik Kodra         |
| 22 | Albania (bandiera)            | P     | Irakli Toçi            |
| 23 | Albania (bandiera)            | A     | Arlind Rustemi         |
| 24 | Kosovo (bandiera)             | A     | Genc Hyseni            |
| 25 | Albania (bandiera)            | C     | Arjan Cikopano         |
| 32 | Macedonia del Nord (bandiera) | P     | Aleksander Trajanofski |

## Rose delle stagioni precedenti
- 2009-2010